# 迪讷塔尔
迪讷塔尔是德国莱茵兰-普法尔茨州的一个市镇。总面积1.39平方公里，总人口222人，其中男性113人，女性109人（2011年12月31日），人口密度160人/平方公里。